# McGarry (Ontario)
McGarry (offiziell Township of McGarry) ist eine Flächengemeinde im Nordosten der kanadischen Provinz Ontario. Sie liegt im Timiskaming District und ist ein Township mit dem Status einer Single Tier (einstufigen Gemeinde).
Die Gemeinde geht zurück auf die um 1904 von Goldsuchern errichtete Siedlung Kearns.

## Lage
McGarry liegt im Nordosten der Provinz und grenzt im Osten unmittelbar an die benachbarten Provinz Québec. Von Südwesten reicht der Nordostarm des Larder Lake bis in das Gemeindegebiet herein. An Ufer des Sees liegt der Ortsteil Virginiatown. Die Gemeinde liegt etwa 200 Kilometer Luftlinie nördlich von North Bay bzw. etwa 40 Kilometer Luftlinie westlich von Rouyn-Noranda.
In der Gemeinde gibt es mehrere Siedlungsschwerpunkte. Größter und durch den Sitz der Gemeindeverwaltung wichtigster Siedlungsschwerpunkt ist Virginiatown, ein weiterer Siedlungspunkt ist Kearns.

## Bevölkerung
Der Zensus im Jahr 2016 ergab für die Gemeinde eine Bevölkerungszahl von 609 Einwohnern, nachdem der Zensus im Jahr 2011 für die Gemeinde noch eine Bevölkerungszahl von nur 595 Einwohnern ergeben hatte. Die Bevölkerung hat damit im Vergleich zum letzten Zensus im Jahr 2011 schwächer als der Trend in der Provinz um nur 2,4 % zugenommen, während der Provinzdurchschnitt bei einer Bevölkerungszunahme von 4,6 % lag. Im Zensuszeitraum von 2006 bis 2011 hatte die Einwohnerzahl in der Gemeinde noch stark um 11,7 % abgenommen, während die Gesamtbevölkerung in der Provinz um 5,7 % zunahm.

## Sprache
In der Gemeinde lebt eine relevante Anzahl von Franko-Ontariern. Bei offiziellen Befragungen gaben mehr als 50 % der Einwohner an, Französisch als Muttersprache oder Umgangssprache zu verwenden. Auf Grund der Anzahl der französischsprachigen Einwohner gilt in der Gemeinde der „French Language Services Act“. Obwohl Ontario offiziell nicht zweisprachig ist, sind nach diesem Sprachgesetz die Provinzbehörden verpflichtet, ihre Dienstleistungen in bestimmten Gebieten auch in französischer Sprache anzubieten. Die Gemeinde selber gehört auch der Association française des municipalités d’Ontario (AFMO) an und fördert die französische Sprachnutzung ebenfalls auf Gemeindeebene.

## Verkehr
McGarry wird in Ost-West-Richtung vom Kings Highway 66, welcher hier Teil des Trans-Canada Highways ist, durchquert.
In nördlichen Bereich wird die Gemeinde von einer Güterstrecke der Ontario Northland Railway durchquert.